# Phorbia subsymmetrica
Phorbia subsymmetrica är en tvåvingeart som beskrevs av Fan 1982. Phorbia subsymmetrica ingår i släktet Phorbia och familjen blomsterflugor. Inga underarter finns listade i Catalogue of Life.